# Melancholia (Oper)
Melancholia ist eine Oper (Originalbezeichnung: „Grand opera“) in zwei Akten von Mikael Karlsson (Musik) mit einem Libretto von Karlsson und Royce Vavrek nach dem Spielfilm Melancholia des Regisseurs Lars von Trier. Sie wurde am 21. Oktober 2023 in der Königlichen Oper in Stockholm uraufgeführt.

## Handlung
Justine und Michael feiern ihre Hochzeit auf dem Anwesen von Justines Schwester Claire und deren Mann John. Diese haben einen kleinen Sohn, Leo, der sich mit seiner Tante Justine gut versteht. Ebenfalls anwesend sind Michaels Vater Jack, der zugleich Justines Arbeitgeber ist, und ihre Mutter Gaby. Justine leidet unter Depressionen und zieht sich immer wieder von der Feier zurück. Die von ihrem Mann geschiedene Gaby steht den Feierlichkeiten äußerst skeptisch gegenüber. Sie betrinkt sich und beleidigt die anderen Gäste, bis John sie hinauswirft. Bereits zu Beginn der Oper entdeckt Justine einen kleinen roten Stern, der sich offenbar nähert. Er stellt sich später als Planet heraus und erhält den Namen „Melancholia“. Der Amateur-Astronom John entwirft ein Gerät, um seine Entfernung zu bestimmen. Er glaubt, dass der Planet die Erde knapp verfehlen werde. Dies erweist sich jedoch als Irrtum.

### Erster Akt
Prolog: „The wilds of the night sky“ (‚Die Wildheit des Nachthimmels‘). Das Geräusch fließenden Wassers ist leise zu hören. Die junge Justine treibt aufrecht im Brautkleid im Wasser. Schatten und die Reflexion eines gewaltigen Planeten überdecken ihr Bild. Der Chor kommentiert die Erscheinung.
Szene 1: „You must meet Abraham“ (‚Du musst Abraham kennenlernen‘). Justine zeigt ihrem Bräutigam Michael den Stall und ihr geliebtes Pferd Abraham. Sie küssen sich leidenschaftlich. Justines Aufmerksamkeit richtet sich auf einen kleinen roten Stern am Himmel. Ihre Schwester Claire unterbricht die beiden, um sie zum Hochzeitsempfang abzuholen.
Szene 2: „Tagline“ (‚Slogan‘). Michaels Vater Jack, zugleich Justines Arbeitgeber, eröffnet die Feierlichkeiten mit einem Toast auf die Braut. Er meint, wenn er wählen müsste, ob sie die Braut seines Sohnes oder seine Angestellte sein solle, würde er sich für die Angestellte entscheiden.
Szene 3: „Cheap crystal“ (‚Billiger Kristall‘). Während die anderen Gäste klatschen, lästert Justines und Claires Mutter Gaby über den billigen Spruch und Hochzeiten im Allgemeinen. Sie hat die kirchliche Trauung gemieden, weil sie nicht an leere Rituale glaubt, und ist jetzt nur gekommen, um auf die Fehler der anderen zu lauern. Justine verlässt die Feier, um den neuen roten Stern zu betrachten, zu dem sie sich auf merkwürdige Weise hingezogen fühlt.
Szene 4: „First dance“ (‚Erster Tanz‘). Justine bittet ihre Schwester, deren kleinen Sohn Leo ins Bett bringen zu dürfen. Sie hat ein enges Verhältnis zu ihrem Neffen, der sie „Aunt Steelbreaker“ (‚Tante Stahlbrecher‘) nennt. In seinem Zimmer legt sich Justine neben ihn.
Szene 5: „Gray, wooly yarn“ (‚Graues wolliges Garn‘). Als Claire sie zurückholen will, erklärt Justine ihr, dass sie sich fühlt, als würde sie etwas wie ein mit Schlamm oder Zement durchtränktes „graues wolliges Garn“ zu Boden ziehen. Bevor sie zu den Gästen zurückkehren kann, will sie ein Bad nehmen. Ihre Mutter gesellt sich zu ihr.
Szene 6: „Rituals“ (‚Rituale‘). Gaby lästert in vulgärer Sprache über die leeren Rituale („fucking rituals“) und ihre schlechten Erfahrungen mit Männern, die sie trotz allem auf der Feier gut behandeln soll. Das „Mutter-Tochter-Hochzeitsbad“ sieht sie als gute neue Tradition. Claires Mann John klopft unterdessen heftig an die Badezimmertür und fordert Gaby wütend auf, das Haus zu verlassen. Sie sei hier nicht länger willkommen. Erst als auch Michael erscheint, steigt Justine zögerlich aus dem Bad.
Szene 7: „Second dance“ (‚Zweiter Tanz‘).
Szene 8: „I found our plot of land“ (‚Ich habe unser Grundstück gefunden‘). Justine entschuldigt sich bei Michael für ihr Verhalten. Der zeigt ihr eine Fotografie des Grundstücks, auf dem er mit ihr leben möchte. Er hat den Vertrag bereits unterschrieben. Die beiden küssen sich kurz, bis Justine abbricht, weil sie wieder an den roten Stern denken muss.
Zwischenspiel (Szene 9): „The orchard“ (‚Der Obstgarten‘). Die Bäume in einem Apfelgarten wachsen schnell, produzieren Früchte und vergehen wieder.
Szene 10: „You better be goddamn happy“ (‚Du solltest besser verdammt glücklich sein‘). Justine tanzt mit John, der sie daran erinnert, wie viel Geld ihn die Feier gekostet habe. Sie solle sich daher bemühen, glücklich zu werden. Sie tanzt noch mit einigen anderen Männern und landet schließlich am Arm ihres jungen übereifrigen Kollegen Tim, der sie um Hilfe bei einem neuen Werbeslogan für ihren gemeinsamen Arbeitgeber Jack bittet. Justine stürmt verärgert fort und nimmt einen großen Schluck Hennessy-Cognac. Michael gesellt sich zu ihr. Dann ruft Claire alle zur Terrasse, um die Laternen steigen zu lassen. Während alle den Laternen nachschauen, schleicht sich Justine zu Tim und versucht, ihn zu verführen. Auch Michaels Erscheinen hält sie nicht davon ab.
Szene 11: „Justine’s dressdown of Jack“ (‚Justine weist Jack zurecht‘). Als sie wieder bei der Gesellschaft sind, erzählt Jack, dass er Tim entlassen werde, weil er seine Aufgabe, Justine einen Werbeslogan zu entlocken, nicht erfüllt habe. Justine wird wütend und beschimpft Jack hemmungslos. Ein Mann verkündet das Ergebnis des Spiels, bei dem die Gäste die Anzahl von Bohnen in einer großen Vase erraten sollten. Claire, die das Spiel unglaublich trivial findet, beleidigt den Mann. Kurz darauf explodiert das Glas, und die Bohnen verteilen sich auf dem Boden. Die Feier ist vollständig außer Kontrolle geraten. Alle ziehen sich zurück.
Szene 12: „A star out of constellation“ (‚Ein Stern außerhalb einer Konstellation‘). Leo erzählt Justine von einem Traum. Beide müssen an den roten Stern denken, der sich offenbar auf dem Weg in Richtung Erde befindet.

### Zweiter Akt
Zwischenaktmusik: „Their hooves (it is the horses)“ (‚Ihre Hufe (es sind die Pferde)‘). Der verstärkte Klang der Hufe Abrahams Hufen und anderer Pferde ist zu hören. Claire kommentiert ihren vergeblichen Fluchtversuch. Anders als das geflügelte Pferd Pegasus sind sie an die physikalischen Gegebenheiten gebunden.
Szene 1: „Did you have a nice ride?“ (‚Hattest du einen guten Ausritt?‘). John erwartet Claire und Justin nach einem Reitausflug. Er hat die Zeit genutzt, um ein Instrument zu bauen, mit dem er die Entfernung des neuen Planeten von der Erde bestimmen kann. Seinen Messungen zufolge entfernt er sich von der Erde.
Szene 2: „My mouth tastes of ashes“ (‚Mein Mund schmeckt nach Asche‘). Justine sitzt gedankenverloren vor der Badewanne, deren Wasser beinahe überläuft. Claire versucht ihr zu helfen, doch Justine fühlt sich zu schwach. Sie erklärt unter Tränen, dass ihr Mund nach Asche schmecke.
Szene 3: „Look! It’s a planet“ (‚Schau! Es ist ein Planet‘). Claire führt ihre Schwester aus dem Badezimmer zu ihrem Bett, wo Leo auf sie wartet. Er hat herausgefunden, dass der Planet, der den Namen „Melancholia“ trägt, die Erde knapp verfehlen werde. Justine versichert Claire, dass sie keine Angst davor habe.
Szene 4: „Ophelia“. Ähnlich wie im Prolog scheint Justine im Nachthemd selbstvergessen im Wasser zu treiben. Sie erinnert an die tote Ophelia in Shakespeares Schauspiel Hamlet.
Szene 5: „Breugel“. John erwacht und betrachtet seine schlafende Frau Claire und seinen Sohn Leo, während sich die Szene in eine theatralische Version von Breugels Gemälde Die Jäger im Schnee verwandelt. Er, Tim und Michael kehren nach einem erfolglosen Jagdausflug nach Hause zurück.
Szene 6: „Claire wakes up“ (‚Claire wacht auf‘). Claire sucht beunruhigt nach ihrem Mann. Auch Justine hat ihn nicht gesehen.
Szene 7: „John in the stable“ (‚John im Stall‘). Claire findet John tot im Stall. Er hat sich selbst getötet, nachdem er feststellte, dass der Planet mit der Erde kollidieren wird. Claire bedeckt seinen Körper mit Stroh und öffnet die Stalltore. Ein Gewittersturm bricht aus. Man sieht Justine in der Mitte des Golfplatzes stehen.
Szene 8: „The husband becomes the coward“ (‚Der Ehemann wird zum Feigling‘). Claire verurteilt die Flucht ihres Mannes in den Tod. Justine zitiert einen Ausschnitt aus dem Buch Hiob. Sie kann ihrer Schwester keinen Trost bieten. Claire bricht in Tränen aus.
Szene 9: „Sometimes I hate you so much“ (‚Manchmal hasse ich dich so sehr‘). Claire fühlt sich von ihrer Schwester allein gelassen.
Szene 10: „The magic cave“ (‚Die magische Höhle‘). Justine versichert Leo, dass sie eine magische Höhle bauen könne, in der sie in Sicherheit seien. Während sie große Äste dafür sammeln, zeigen sich immer stärkere Auswirkungen der Annäherung des Planeten Melancholia.
Epilog: „The wilds of the night sky“ (‚Die Wildheit des Nachthimmels‘), Wiederholung.

## Orchester
Die Orchesterbesetzung der Oper umfasst die folgenden Instrumente:
- Holzbläser: zwei Flöten (1. auch Bassflöte, 2. auch Altflöte und Piccolo), zwei Oboen (2. auch Englischhorn), zwei Klarinetten in B (2. auch Bassklarinette in B), zwei Fagotte (2. auch Kontrafagott)
- Blechbläser: vier Hörner in F, zwei Trompeten in C (beide auch Flügelhorn in B), zwei Tenorposaunen, Bassposaune, Tuba
- vier Pauken (mit „Superball“-Schlägel), Schlagwerk (drei Spieler)
  - I: Vibraphon (mit Motor) mit Bogen, Glockenspiel, Crotales in Gis und Cis (mit Bogen und Metallschlägeln), Plattenglocke in B, großer Triangel, Kastagnetten, Eggshaker, Bongo- und Conga-Trommel, zwei mittelgroße Tomtoms (13”, 15”) und Floor Tom, MIDI-Pad (programmiert mit Spitfire Audio Abbey Road Orchestra, tiefe Trommel-Samples: Djun, Taiko, Taiko mit Besen)
  - II: Röhrenglocken, Crotales in G und C (mit Bogen), zwei Bongo-Trommeln, Schnarrtrommel, zwei mittelgroße Tomtoms (13”, 15”) und Floor Tom, zwei Tempelblöcke, hängendes Becken, zwei Sprimbals, Standard-Triangel, großer Triangel, Pin chimes, Waterphone
  - III: große Trommel (mit Superball-Schlägel), Schnarrtrommel, drei Holzblöcke, großes Tamtam (mit abnehmbarer Metallkette), Plattenglocke in F
- Sampling-Keyboard
- Harfe
- Streicher (Kontrabässe mit Erweiterung zum Kontra-C)
- vorab aufgenommene Tonspur, synchronisiert mit einem Click-Track für den Dirigenten

Alle Sänger, der Chor und das Orchester sollen nach Wunsch des Komponisten elektronisch verstärkt werden, um eine bessere Klangabmischung der akustischen mit den elektronischen Instrumenten zu erreichen und das Herausschmettern („belting“) der Gesangsstimmen zu reduzieren.

## Werkgeschichte
Melancholia ist nach der Kammeroper The Echo Drift die zweite Oper des schwedischen Komponisten Mikael Karlsson. Sie entstand im Auftrag der Königlichen Oper Schweden und deren Generalintendantin Birgitta Svendén. Das Libretto verfasste Karlsson gemeinsam mit dem kanadischen Autor Royce Vavrek. Es basiert auf dem Spielfilm Melancholia des Regisseurs Lars von Trier aus dem Jahr 2011. Bei der Orchestrierung unterstützte ihn der Komponist und Arrangeur Michael P. Atkinson.
Die Uraufführung fand am 21. Oktober 2023 unter der musikalischen Leitung von Andrea Molino in der Königlichen Oper in Stockholm statt. Die Inszenierung stammte von Sláva Daubnerová, die Bühne von Boris Kudlicka, die Kostüme von Chrisi Karvonides-Dushenko, das Lichtdesign von Tom Visser, die Videos von Bartek Macias, das Klangdesign von Avgoustos Psillas, die Choreografie von Charlotta Öfverholm und die Dramaturgie von Katarina Aronsson. Die Solisten waren Lauren Snouffer (Justine), Rihab Chaieb (Claire), Anne Sofie von Otter (Gaby), Jens Persson Hertzman (Michael), Ola Eliasson (John), Johan Edholm (Jack), Anton Textorius (Leo), Mikael Stenbaek (Tim) und Klas Hedlund (Bohnen zählender Mann).
Der Rezensent der Opernwelt war wenig beeindruckt von dieser Opernadaption des bekannten Films, dessen Musik sich stark auf Richard Wagners Oper Tristan und Isolde stützte. „Alles, was im Film auch und gerade durch die Musik sublim und verstörend“ wirke, erscheine hier „trivial und grob affirmativ“. Die verwendeten Zeichen seien „grell, grob, mit breitem Pinsel aufgetragen, durch das Sounddesign von Avgoustos Psillas geradezu grotesk verzerrt“. Man werde „von Klängen, Geräuschen, von neoromantischen Passagen, von Anleihen aus der Minimal Music, von archaischatavistischen Trommelübungen, von ausufernd-kitschigen Streichergesängen und heftig-holprigen Blechkaskaden“ überschwemmt. In den Gesangspartien hingegen demonstriere Karlsson „sein Können“: „Da werden plötzlich weitgeschwungene, mit Melismen angereicherte Linien hörbar oder blüht eine Vokalise wie eine Magnolie – nur für kurze Zeit, aber umso intensiver.“ Auch die sängerischen Leistungen von Snouffer (Justine), Chaieb (Claire) und Hertzman (Michael) lobte er. Anne Sofie von Otter, der „Grande Dame der schwedischen Opernszene“, sei leider „eine der blödesten Sentenzen zugedacht“ gewesen, und der gut einstudierte Chor habe mit der Rolle als „durchgeknallte[] Party-Gesellschaft“ vorliebnehmen müssen.
Die Rezensentin der amerikanischen Kulturzeitschrift The New Criterion empfand die fehlende musikalische Entwicklung als größtes Manko der Oper. Die Partitur mache von zwar fast jedem zeitgenössischen Musikklischee Gebrauch, doch die Geschichte benötige mehr klangliche Differenzierung. Sinn ergebe lediglich die klirrende Geräuschkulisse („clashing soundscape“) für Justine, die sich nichts mehr wünsche als eine selbstvergessene Vereinigung mit der Natur. Karlsson habe zwar sein in einem Vorgespräch geäußertes Ziel erreicht, die Musik zugänglich zu halten, doch sei dabei der größte Teil der Musik oberflächlich geblieben.
Der Rezensent von Mosaic of the Air wies auf die beängstigende und albtraumhafte Inszenierung Dauberovás hin. Auch die Partitur enthalte reichlich schaurige Abschnitte. An einigen Stellen wirke die Darstellung der dysfunktionalen Familie deutlich härter als im Film. Weniger überzeugten ihn die übertrieben vielen Anleihen von Details der Filmvorlage, die trotzdem mysteriöser und verwirrender wirke als die Oper. Die Musik verdiene viel Lob und enthalte viele einprägsame Passagen. Mit einigen Strichen könne das Werk als eine der interessantesten Opern dieses Vierteljahrhunderts gelten. Ein besonderes Lob gab er Lauren Snouffer, die in der sowohl schwierig zu singenden als auch zu spielenden Partie der Justine die Rolle ihres Lebens („the role of a lifetime“) hatte. Auch die Darbietung Rihab Chaiebs als „gute, erfolgreiche und beständige“ Schwester fand er herausragend.

## Aufnahmen
- 2. November 2023 – Andrea Molino (Dirigent), Sláva Daubnerová (Inszenierung), Boris Kudlicka (Bühne), Chrisi Karvonides-Dushenko (Kostüme), Tom Visser (Licht), Bartek Macias (Video), Avgoustos Psillas (Ton), Charlotta Öfverholm (Choreografie), Katarina Aronsson (Dramaturgie), Andreas Morell (Fernsehregie), Orchester und Chor der Königlichen Oper Schweden.
 Lauren Snouffer (Justine), Rihab Chaieb (Claire), Anne Sofie von Otter (Gaby), Jens Persson Hertzman (Michael), Ola Eliasson (John), Johan Edholm (Jack), Anton Textorius (Leo), Mikael Stenbaek (Tim), Klas Hedlund (Bohnen zählender Mann).
 Video; live aus der Königlichen Oper in Stockholm; Mitschnitt der Uraufführungsproduktion.
 EuroArts 6860; Videostream bei Arte Concert und Medici.tv.[7][8][9]